# Hepner Hall

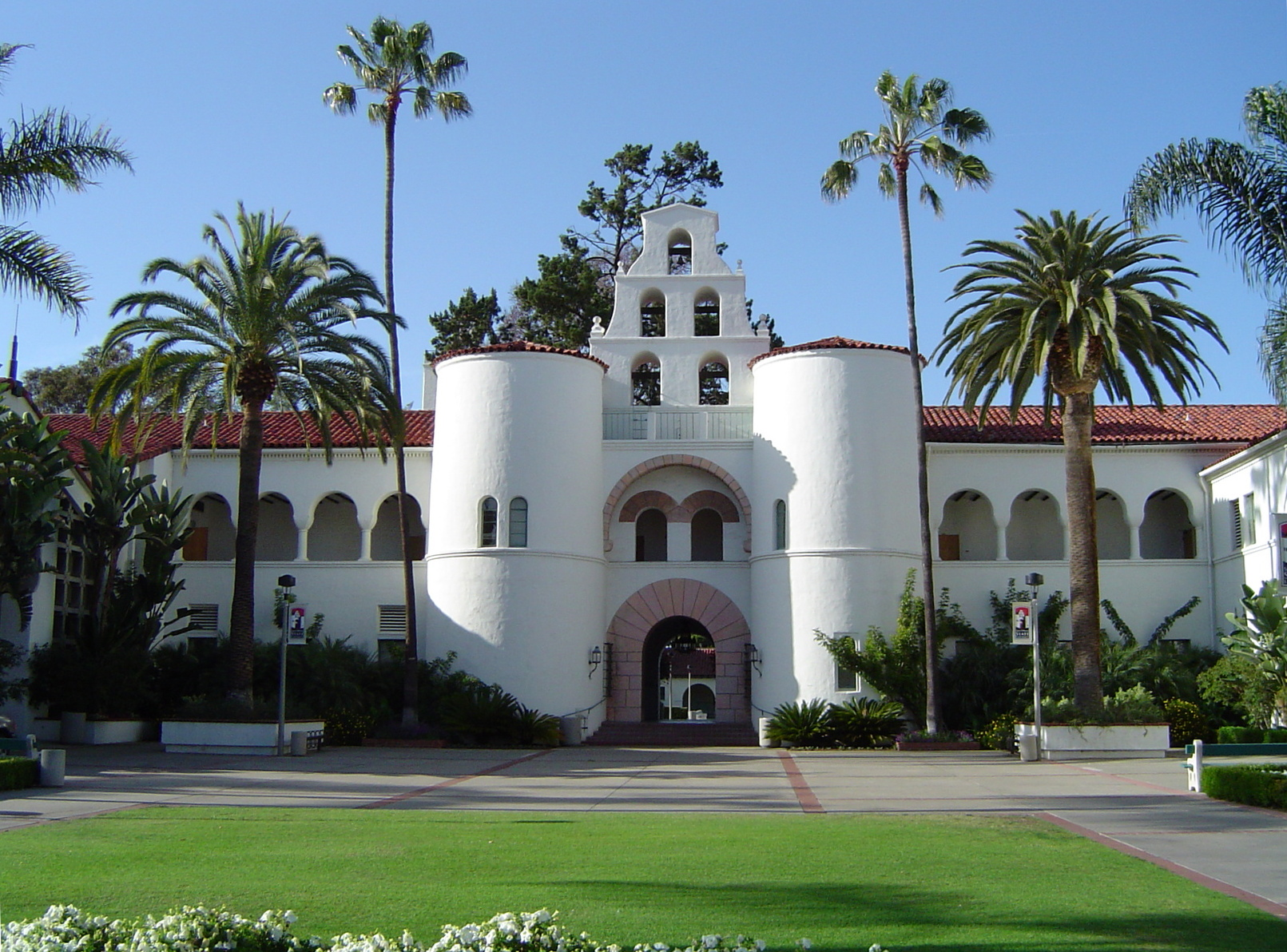
Hepner Hall

Le Hepner Hall, anciennement simplement Arts and Letters Building (« bâtiment des Arts et des Lettres »), est un bâtiment symbolique du campus de l'université d'État de San Diego, à San Diego, dans l'État de Californie.
Réalisé par l'architecte Howard Spencer Hazen en style renouveau de l'architecture des missions (en) et inauguré en 1931, il accueille les services sociaux de l'université, mais également des bureaux, des espaces de recherches et des classes ainsi que plusieurs amphithéâtres.
Il a été renommé en 1976 en l'honneur de Walter R. Hepner, président de l'université de 1935 à 1952.
Le bâtiment apparaît depuis 2004 sur le sceau de l'université et est inscrit sur le Registre national des lieux historiques.